# Стража на Рейн
„Стража на Рейн“ (на английски: Watch on the Rhine) е американски драматичен филм от 1943 г., режисиран от Херман Шумлин и с участието на Бетr Дейвис и Пол Лукас. Сценарият на Дашиъл Хамет е базиран на едноименната пиеса на Лилиан Хелман от 1941 г. „Стража на Рейн“е номиниран за „Оскар“ за най-добър филм, а Пол Лукас печели „Оскар“ за най-добър актьор за изпълнението си на Курт Мюлер, роден в Германия антифашист в този филм.

## Актьорски състав
- Бети Дейвис в ролята на Сара Мюлер
- Пол Лукас в ролята на Курт Мюлер
- Лусил Уотсън в ролята на г-жа Фани Фарели
- Джералдин Фицджералд в ролята на графиня Март дьо Бранковис

## Класация
Според докладите на Warner Bros филмът е спечелил 2 149 000 щатски долара в страната и 1 243 000 щатски долара в чужбина.

## Домашни медии
На 1 април 2008 г. Warner Home Video пуска филма като част от бокс сета The Bette Davis Collection, том 3.